# Condició de frontera de Dirichlet
En matemàtiques, la condició de contorn o condició de frontera de Dirichlet (o de primer tipus) és un tipus de condició de frontera, que rep el nom de Peter Gustav Lejeune Dirichlet (1805–1859). Quan s'aplica a equacions diferencials ordinàries o a equacions en derivades parcials, especifica el valor que ha de prendre la solució en la frontera del domini.
La resolució d'aquest tipus d'equacions es coneix pel nom de problema de Dirichlet. En enginyeria, les condicions de contorn de Dirichlet també són conegudes com a condicions de contorn fixes.

## Exemples

### EDO
Exemple d'equacions diferencials ordinàries:
{\displaystyle y''+y=0~}
les condicions de Dirichlet a l'interval {\displaystyle [a,\,b]} prenen la forma:
{\displaystyle y(a)=\alpha \ {\text{ i }}\ y(b)=\beta }
on {\displaystyle \alpha } i {\displaystyle \beta } són quantitats donades.

### EDP
Exemple d'equacions en derivades parcials:
{\displaystyle \nabla ^{2}y+y=0}
on {\displaystyle \nabla ^{2}} representa el Laplacià, les condicions de Dirichlet sobre el domini {\displaystyle \Omega \subset \mathbb {R} ^{n}} prenen la forma:
{\displaystyle y(x)=f(x)\quad \forall x\in \partial \Omega }
on f és una funció definida a la frontera {\displaystyle \partial \Omega }.

### Aplicacions en enginyeria
A tall d'exemple, els següents casos es consideren condicions de contorn de Dirichlet:
- En enginyeria civil (teoria de bigues), quan un extrem de la biga està agafat a una posició fixa a l'espai.
- En termodinàmica, on una superfície té una temperatura constant fixada.
- En electroestàtica, on un node del circuit té un voltatge fixat.
- En dinàmica de fluids, les condicions de no lliscament per a fluids viscosos diu que a la frontera d'un sòlid el fluid tindrà una velocitat relativa igual a zero.

## Altres condicions de contorn
Hi ha moltes condicions de contorn alternatives, com les condicions de contorn de Cauchy i les condicions de contorn mixtes, que són una combinalció de les condicions de Dirichlet i les  de Neumann.